# 贵哥
贵哥（?—?），元朝蒙古族女性人物。
贵哥是同知宣政院事罗五十三的妻子。天历初年，五十三获罪，贬到海南，籍没其家，元文宗下诏把贵哥赐给近侍卯罕。卯罕亲率车骑到她家相迎。贵哥想到终不能免，命令婢仆准备饮食在厅事拖住卯罕，自己到厩自缢而死。